# Diasporus hylaeformis
Diasporus hylaeformis är en groddjursart som först beskrevs av Cope 1875.  Diasporus hylaeformis ingår i släktet Diasporus och familjen Eleutherodactylidae. IUCN kategoriserar arten globalt som livskraftig. Inga underarter finns listade i Catalogue of Life.